# Oreochromis variabilis
Oreochromis variabilis es una especie de peces de la familia Cichlidae en el orden de los Perciformes.